# Carlo Olgiati
Carlo Olgiati (* 17. Mai 1824 in Cadenazzo; † 3. Mai 1889 ebenda; Heimatberechtigt ebenda) war ein Schweizer Staatsanwalt, Politiker, Tessiner Grossrat und Ständerat.

## Biografie
Caro Olgiati war Sohn des Grundbesitzers Giovanni und seiner Frau Maria geborene Beltrametti. Er heiratete Martina Martinoni, studierte Rechtswissenschaft an der Universität Pavia und schloss als lic. iur. im Jahr 1847 ab, dann war er Staatsanwalt von 1857 bis 1863. Als Politiker war er radikalliberaler Abgeordneter im Tessiner Grossrat von 1848 bis 1852, von 1855 bis 1857, von 1863 bis 1867, von 1875 bis 1877 sowie Ständerat von 1863 bis 1864 und im Jahr 1867.
Er war 1873 auch Mitglied der Spezialkommission für die Revision des kantonalen Strafgesetzbuches und für die Gefängnisreform und Ersatzmitglied des Bundesgerichts von 1874 bis 1889.